# Gnomon des Idios Logos
Der Gnomon des Idios Logos (Gnomon, wörtlich: „Maßstab, Regel“; Idioslogos: „Terminus der Finanzverwaltung“, genauer: „Verwaltungs- und Gerichtsbeamter, zuständig für Fiskal- und Kultangelegenheiten“) ist eine griechische Papyrushandschrift aus der römischen Provinz Ägypten. Der Gnomon gilt als bedeutende fortlaufende Textquelle für die Verwaltung Ägyptens unter römischer Herrschaft, vornehmlich des zweiten Jahrhunderts und beginnend wohl mit Mark Aurel. Verwahrt wird der weitestgehend sehr gut erhaltene Gnomon in den Staatlichen Museen zu Berlin.
Grundlegende Arbeiten dazu lieferten Gerhard Plaumann und darauf aufbauend Woldemar Graf Uxkull-Gyllenband. Folgt man dem Proömium (Vorwort) des Dokuments, bietet sich der Charakter einer Epitome, oder auch eines Supplements, zum augusteischen liber mandatorum, denn es erfolgt ein deutlicher Hinweis, dass für ein sachgerechtes Verständnis die Gesamtzusammenhänge des Regelwerks mit dem Exzerpt zu beachten sind. Der liber behandelt die staatlichen Amtsgeschäfte des Prokurators und ist zwar nicht unmittelbar, aber durch gesammelte Zusätze zu diesem, einbezogen. Diese Schrift war herangerückt, weil die weitreichenden Aufgabengebiete, insbesondere die Beherrschung der außerordentlichen Einkünfte des Fiskus im Rahmen der Konfiskation eroberter Länder, zu aktuellen Fragen in der betroffenen Bevölkerung Ägyptens führten.
In der Stärke eines Viertels des Gesamtumfangs des erhaltenen Textes problematisiert der Gnomon den Wandel des Rechts in der Region; damit verbunden war die Verschärfung der wirtschaftlichen Bedingungen unter zunehmendem Steuerdruck. Auch Zinsnormierungen und die Bemühungen um eine Währungsregulation sind Kategorien der Regelungen. Aber ebenso wie die Sorgen werden die Vorteile des ius novum hervorgehoben, denn seit Augustus war eine merkliche Besserung der gesamtwirtschaftlichen Verhältnisse Ägyptens gegenüber den vielen Jahrzehnten unter ptolemäischer Herrschaft zu verzeichnen.
Schließlich waren noch Fragen der Einlassung des Staatsapparates auf kirchenbezogene Fragen im Gnomon Bestandteil der gelebten und geregelten Rechtspraxis. Dies insbesondere in Hinsicht auf das gräco-ägyptische Sakralrecht, das zusammen mit dem allgemeinen römischen und alexandrinischen Ehe- und Erbrecht – unterschieden wurde nach Bürgern und Nichtbürgern – und dem Recht der Standesverhältnisse und des Personalstands knapp drei Viertel des lesbaren Textes ausmachte. Grundsätzlich kam die Anwendung des römischen Rechts auf Peregrine im Bereich des Familien-, Erb- und Statusrechts nicht in Frage, auf der anderen Seite wurden lokale Rechtsexperten bemüht, weil garantiert werden sollte, dass das peregrine Recht zutreffend interpretiert und ihm im Rahmen der römischen Ermessensausübung in der Rechtsprechung Geltung zuteilwird.